# Rue des Augustins (Reims)
Pour les articles homonymes, voir Rue des Augustins.
La rue des Augustins  est une voie de la commune française de Reims, située dans le département de la Marne, en région Grand Est.

## Situation et accès
Débutant rue du Barbâtre, elle aboutit boulevard de la Paix.
La voie est à sens unique.

## Origine du nom
Elle tire son nom de l'ancien couvent des Augustins de Reims. En 1261 Thomas de Beaumetz installait une communauté religieuse au lieu-dit les Anches, ils étaient nommés les Sachet ou Saguet, porte sac frères du sac et vivaient très rigoureusement, ils étaient des frères Pénitenciers de Jésus-Christ. Vers 1320 ils furent remplacés par des ermites de st-Augustin car leurs mœurs furent jugés comme dissolus. En 1788 leur maison accueillait une institution de prêt gratuit, un cours d'anatomie fut ouvert en 1789. Mais avec la Révolution française, en 1793 la communauté fut dissoute et une fabrique de salpêtre y prenait racine. En 1820 le petit séminaire occupait les locaux.

## Historique
Elle existe depuis le XIVe siècle, elle portait le nom de rue de la Salpetrerie pendant la Révolution française.

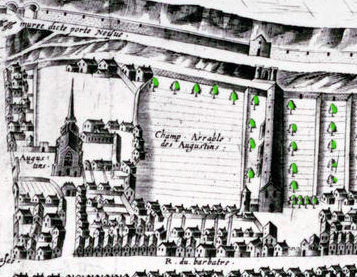
En 1618, la rue menant au couvent.
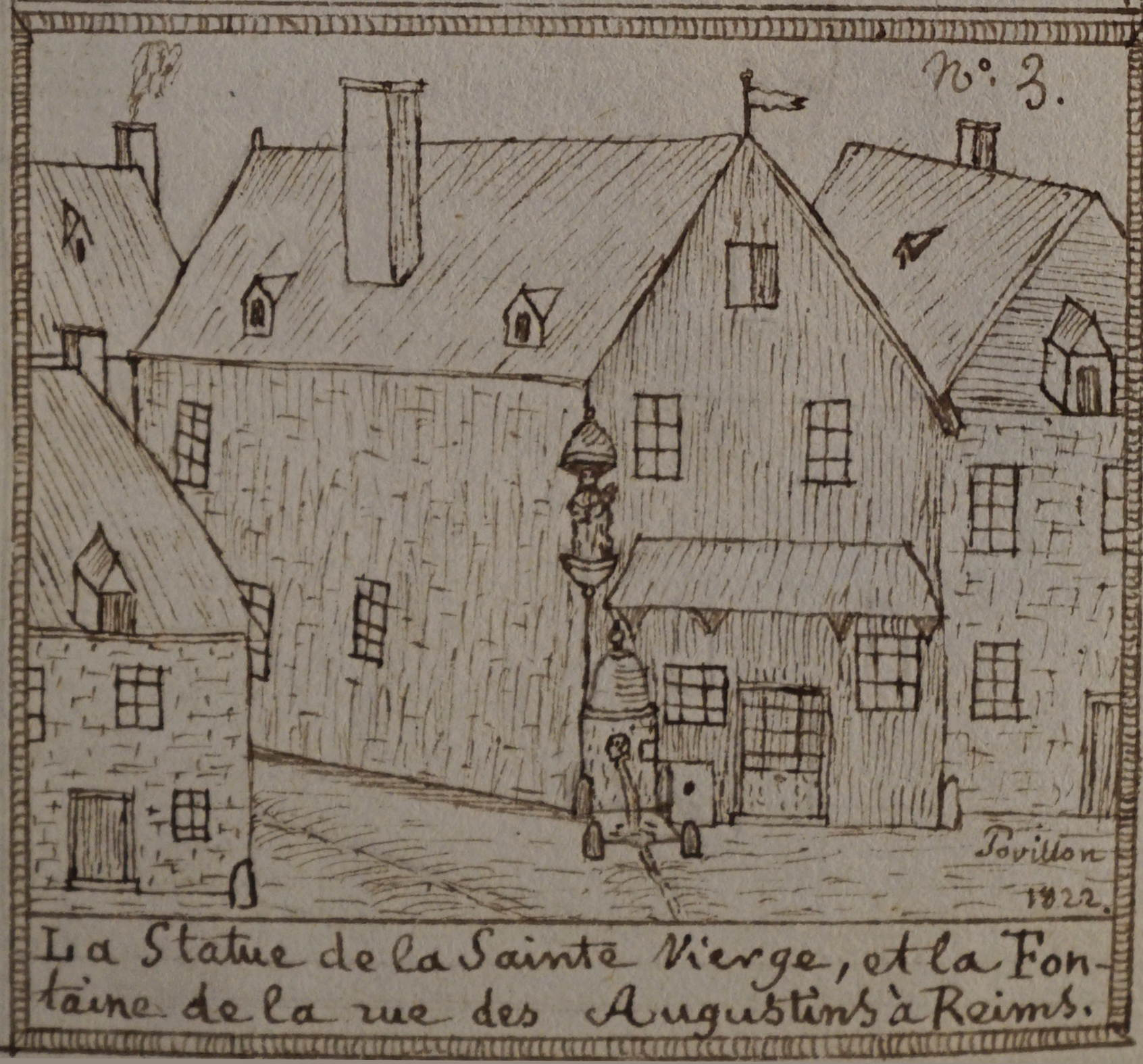
Le couvent sur un dessin de Étienne Povillon-Piérard.
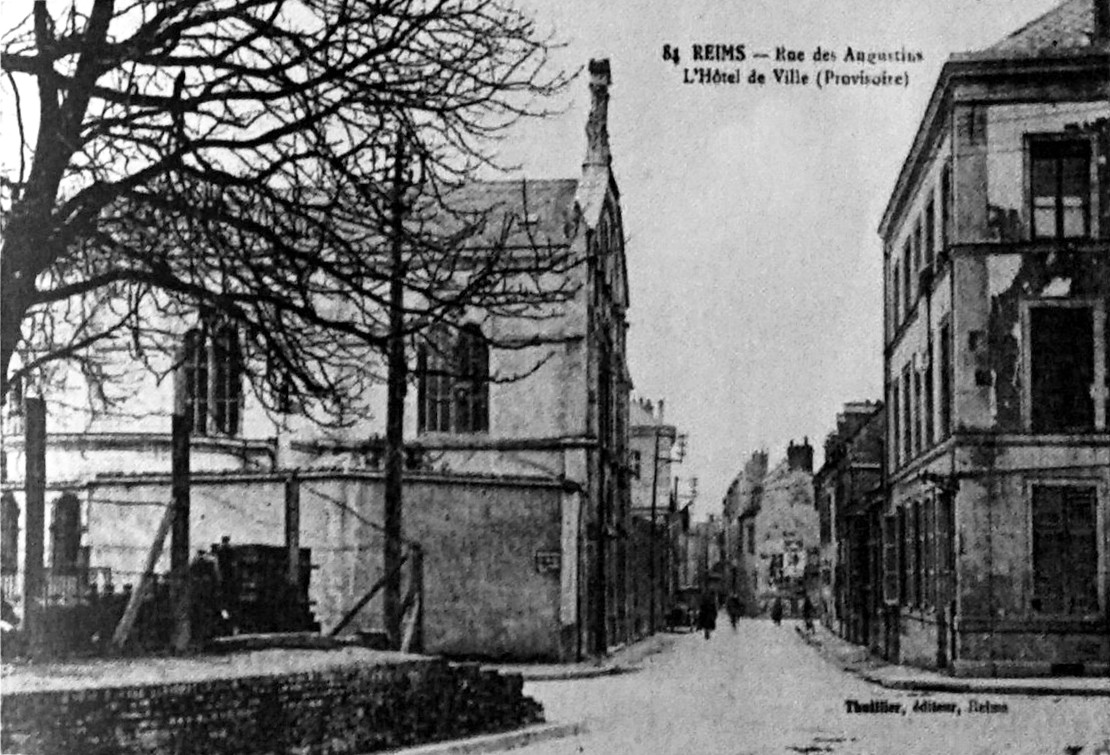
Le petit séminaire disparu après la Grande Guerre.
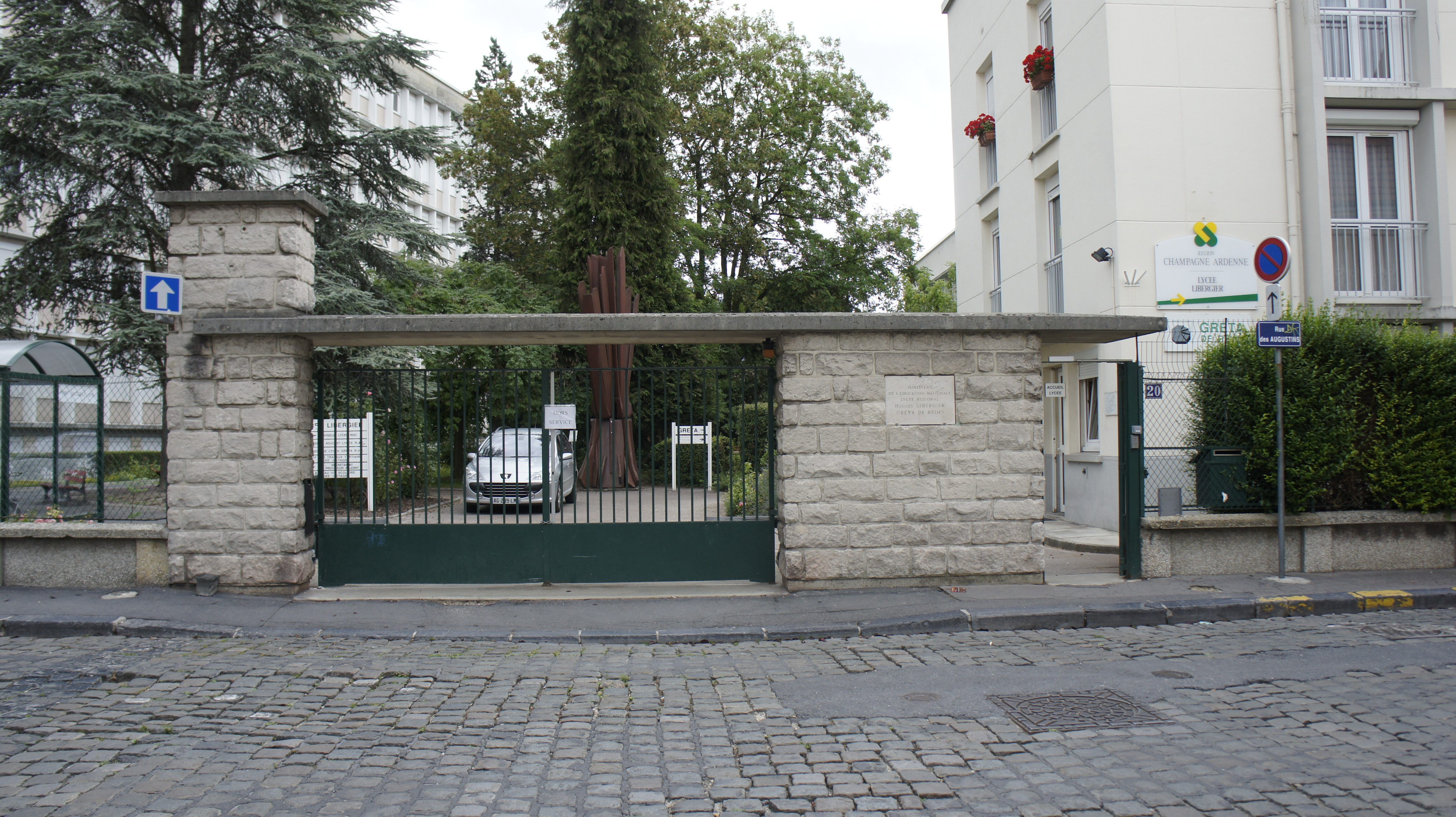
GRETA, annexe du lycée Libergier.
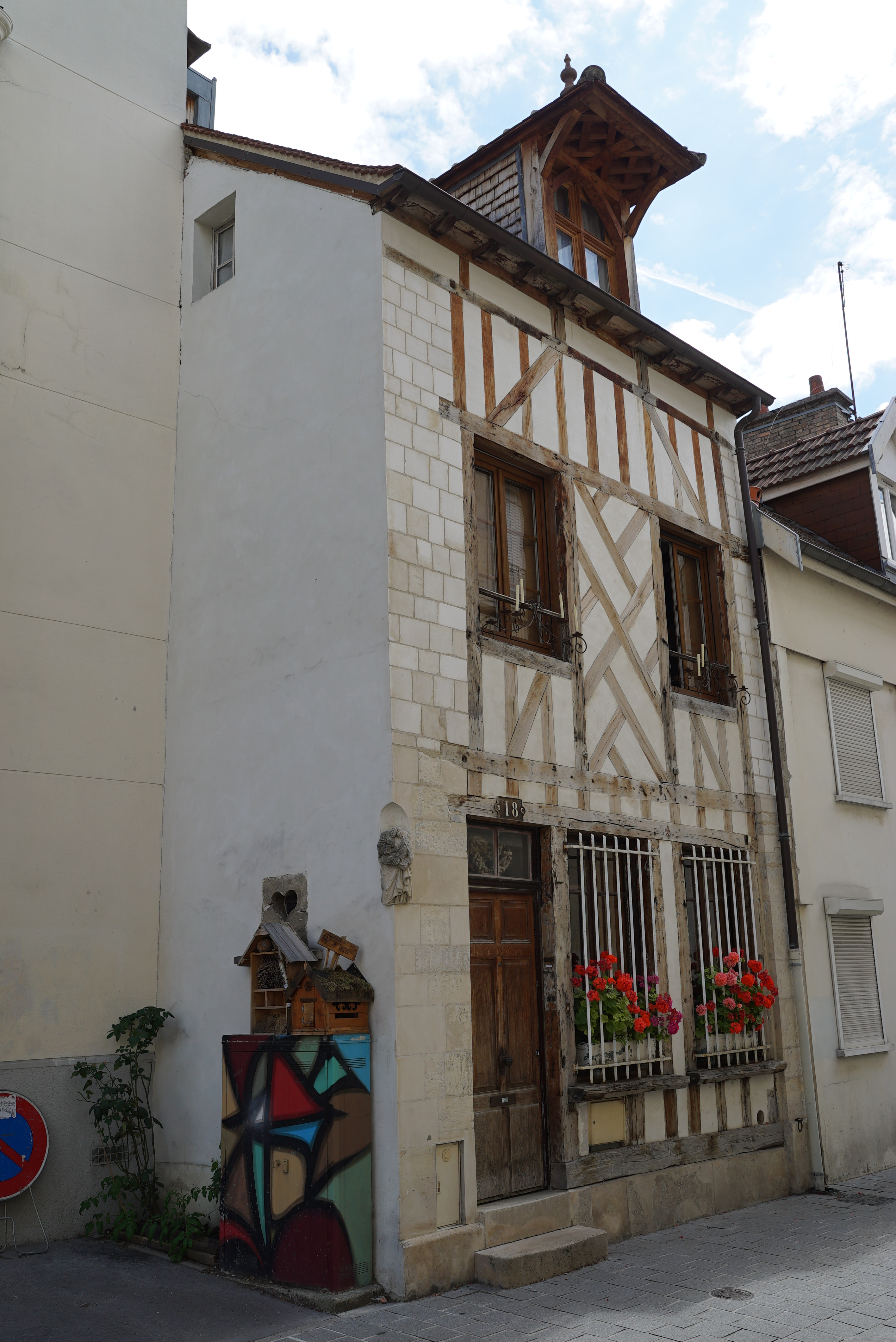
Maison à pans de bois et statue d'angle.

## Bâtiments remarquables et lieux de mémoire
- Au no 23-25 : 2 Maisons de ville en carreaux de craie en angle de rue formant un ensemble de 2 puis 5 travées consécutives homogènes, reprises comme éléments de patrimoine d’intérêt local[1].
- Au no 20: un monument, "la Girouette Champenois" de José Subirà-Puig, est visible dans la cour du Lycée Hugues Libergier.
- Au no 1 : Dans cet hôtel particulier du XIXe siècle a vécu le docteur Étienne  Luton (Reims, 1830-1896) docteur en médecine, chevalier de la Légion d’honneur, officier de l’Instruction publique, directeur de l’École de médecine et de pharmacie de Reims qui vulgarisa en France l’usage des injections hypodermiques. En 1916, cet hôtel particulier servit de PC au colonel Roland Cadet, officier de la Légion d’honneur, commandant le 403e régiment d’infanterie ; un des régiments chargés de la protection de la ville.